# Лінароло
Лінароло (італ. Linarolo) — муніципалітет в Італії, у регіоні Ломбардія,  провінція Павія.
Лінароло розташоване на відстані близько 450 км на північний захід від Рима, 34 км на південь від Мілана, 10 км на схід від Павії.
Населення — 2816 осіб (2014).

## Демографія
Населення за роками:

Станом на 1 січня 2023 року в муніципалітеті офіційно проживали 292 іноземці з 26 країн, серед них 159 громадян країн Євросоюзу та 17 громадян України.

## Сусідні муніципалітети
- Альбаредо-Арнабольді
- Альбуццано
- Бельджоїозо
- Меццаніно
- Травако-Сіккомаріо
- Валле-Салімбене